# Raúl Cóccaro
Raúl Cóccaro (* 20. Jahrhundert) ist ein ehemaliger uruguayischer Leichtathlet.

## Karriere
Cóccaro war in der Disziplin Speerwurf aktiv. Bei den Südamerikameisterschaften 1943 in Santiago gewann er mit einer Weite von 55,52 Metern hinter dem Chilenen Otto Wenzel die Silbermedaille in dieser Konkurrenz. 1945 erreichte er bei den Südamerikameisterschaften mit 57,08 Metern exakt die Weite, die sein Konkurrent rund zwei Jahre zuvor für den Titelgewinn benötigte. Dieses Mal wurde Cóccaro Südamerikameister vor Efraín Santibáñez aus Chile. Bei den inoffiziellen Südamerikameisterschaften 1950 belegt er nochmals den 2. Platz. Er nahm zudem mit der uruguayischen Mannschaft an den Panamerikanischen Spielen 1951 in Buenos Aires teil.